# Ådalsbruk Station
Ådalsbruk Station (Ådalsbruk stasjon) er en tidligere jernbanestation på Rørosbanen, der ligger ved byområdet Ådalsbruk i Løten kommune i Norge.
Stationen blev oprettet som holdeplads med ekspedition af passagerer og gods 23. juni 1862, da den første del af banen mellem Hamar og Grundset blev taget i brug. Oprindeligt hed den Løken, men den skiftede navn til Aadalsbrug 16. september 1881 og til Ådalsbruk i april 1921. Den blev opgraderet til station med ekspedition af tog, passagerer og gods 20. september 1881. Stationen blev nedgraderet til trinbræt 28. maj 1972 og nedlagt 1. juni 1986. Den blev dog genoprettet som trinbræt 31. oktober 1988, men betjeningen med persontog ophørte 16. juni 2002.
Den første stationsbygning var egentlig en banevogterbolig, der blev opført til åbningen i 1862 efter tegninger af Georg Andreas Bull. Den nuværende stationsbygning blev opført i 1914 efter tegninger af NSB Arkitektkontor og er bevaret uændret. Stationsområdet omfatter desuden et pakhus fra 1921 og en sporlæggerbolig med et udhus, der stammer fra stationens åbning. Udhuset er ligesom den første stationsbygning tegnet af Bull.
I begyndelsen af 1900-tallet var Ådalsbruk med Klevfos Cellulose- & Papirfabrikk og Aadals Brug Jernstøberi & Mekaniske Verksted det største norske industriområde sammen med Oslo og Trondheim. Det gav sig blandt andet udslag i form af stor godstrafik på stationen og et eget sidespor på 1,5 km, der blev oprettet allerede i 1895. Sidesporet var oprindeligt smalsporet ligesom Rørosbanen, men det blev ombygget til normalspor i 1919.
Siden 1996 har Norsk Jernbanemuseum kørt årlige ture med veterantog med damplokomotiv og kupevogne fra Hamar til Elverum med stop i Ådalsbruk. Damplokomotivet er en NSB type 2 med navnet Caroline fra 1861 og er et af Norges ældst bevarede lokomotiver. Det blev udrangeret i 1920 og blev derefter overtaget af papirfabrikken, der brugte det til trafikken på sidesporet indtil 1952.